# Fritz Helmuth Ehmcke

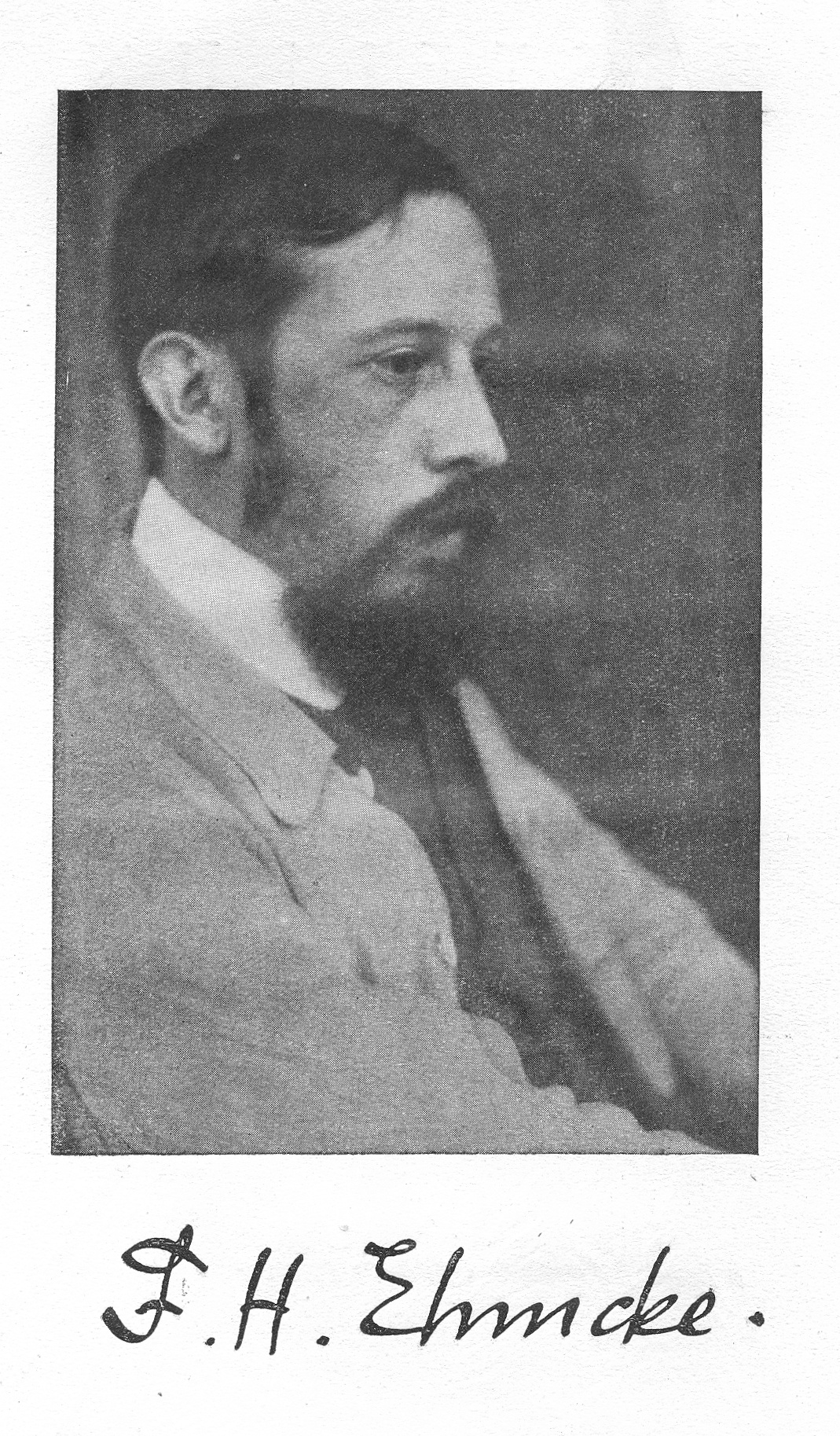
Porträt von Fritz Helmuth Ehmcke von ca. 1920

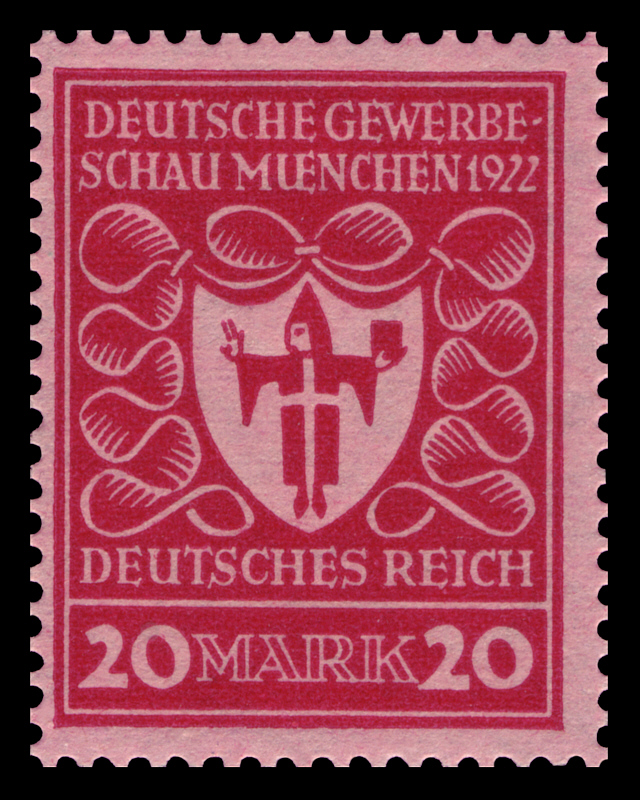
Briefmarke zur Gewerbeschau (1922) mit dem Stadtwappen von München gestaltet von F. H. Ehmcke

Fritz Helmuth Ehmcke (* 16. Oktober 1878 in Hohensalza; † 3. Februar 1965 in Widdersberg) war ein deutscher Grafiker, Schriftentwerfer, Illustrator und Buchgestalter; vereinzelt wird er auch als „Architekt“ einiger weniger ausgeführter Gebäude genannt.

## Leben
Fritz Helmuth Ehmcke absolvierte von 1893 bis 1897 eine Lehre als Lithograf in Berlin und arbeitete danach praktisch in seinem Beruf. Von 1899 bis 1901 studierte er an der Unterrichtsanstalt des Kunstgewerbemuseums Berlin. Gemeinsam mit Georg Belwe, den er aus der gemeinsamen Lehrzeit bei der Chromolithographischen Anstalt Wolf Hagelberg kannte, und dem gelernten Zeichner Friedrich Wilhelm Kleukens gründete er am 16. Oktober 1900 die Steglitzer Werkstatt. 1900 war er Preisträger eines Preisausschreibens von Ludwig Stollwerck um Entwürfe für ein Stollwerck-Sammelalbum. Weitere Preisträger waren Ernst Neumann aus München, Adolf Höfer und Walter Püttner aus München, Maximilian Liebenwein aus Burghausen und Karl Hölle aus Hamburg. Die Preisrichter waren die Professoren Emil Doepler d. J., Woldemar Friedrich, Bruno Schmitz und Franz Skarbina aus Berlin sowie ein Teilhaber des Unternehmens Stollwerck.
Ab 1903 lehrte er an der Kunstgewerbeschule Düsseldorf und wurde 1907 – kurz nach dessen Gründung – als Mitglied in den Deutschen Werkbund berufen. Von 1913 bis 1938 lebte er in München und arbeitete dort an der Kunstgewerbeschule und späteren Staatsschule für angewandte Künste. Heinrich Altherr bewog ihn, von 1920 bis 1921 die Leitung der grafischen Abteilung der Zürcher Gewerbeschule zu übernehmen. Dort lernte er auch seinen damaligen Schüler Pierre Gauchat kennen. Der Kontakt zu ihm entwickelte sich zu einer lebenslangen Freundschaft. Von 1924 bis 1925 leitete er den Bund Deutscher Gebrauchsgraphiker. Zwischen 1913 und 1934 betrieb er in München ein eigenes buchkünstlerisches Unternehmen, die Rupprecht Presse.
Ehmcke war verantwortlich für das Gesamtkonzept der Sonderbundausstellung 1912, das vom Signet über Katalog und Werbebanner bis hin zur Gestaltung der Ausstellungsräume reichte. Deren Wände beließ er weiß mit dünnen, schwarzen Begrenzungslinien. Es handelte sich um das bis dahin am konsequentesten umgesetzte Ausstellungskonzept dieser Art, auch wenn es bereits Vorläufer gegeben hatte.
Von 1946 bis 1948 lehrte er als Professor an der Hochschule der Bildenden Künste München. Er arbeitete auch mit dem Verlag Walther C. F. Hirth und später mit dem Verlag C. H. Beck zusammen. Bei diesen Arbeiten entstanden 57 nicht illustrierte Drucke, deren Typografie weitestgehend auf die Inhalte abgestimmt waren.
Seine Beschäftigung mit der Schriftgestaltung wurde zentraler Gegenstand seines praktischen und theoretischen Schaffens. Er schuf ab 1907 für verschiedene Schriftgießereien Antiqua- und Fraktur-Schriften. Die 1909/1910 erschienenen Ehmcke-Antiqua und Ehmcke-Kursiv sind wahrscheinlich die einzigen Schriften mit versalem langen s. Sie haben ebenso versale Formen für ß, ch und ck und sind heute für Computer unter dem Namen Carlton erhältlich. Zusammen mit Rudolf Koch und der „Offenbacher Gruppe“ an den Technischen Lehranstalten Offenbach erreichte Ehmcke, dass die Schrifterziehung in das Ausbildungsprogramm der allgemeinbildenden Schulen aufgenommen wurde. An den Kunstgewerbe- und Fachschulen wurde der methodische Schriftunterricht für ornamentale und dekorative Schrift obligatorisch. 1963 wurde Ehmcke mit dem Gutenberg-Preis der Stadt Leipzig ausgezeichnet.
Ehmcke war in erster Ehe mit der Malerin, Gebrauchsgrafikerin und Textilkünstlerin Clara Möller-Coburg (1869–1918) verheiratet. Aus der Ehe gingen zwei Kinder hervor. Tochter Susanne Ehmcke war eine bekannte Kinderbuchillustratorin und -autorin. 1921 heiratete er in zweiter Ehe Hertha Kutscha (geb. Arendt) (1880–1923) und 1924 in dritter Ehe Margarethe Minte (1891–1982).
Er starb 1965 im Alter von 86 Jahren und wurde im Familiengrab auf dem Friedhof in Widdersberg beigesetzt.

## Werk

### Von Ehmcke entworfene Schriften
- Ehmcke Antiqua (1908 Flinsch)
- Ehmcke Kursiv (1910 Flinsch)
- Ehmcke Fraktur (1912 D. Stempel AG)
- Ehmcke Rustika (1914 D. Stempel AG)
- Ehmcke Schwabacher (1914 D. Stempel AG)
- Ehmcke Schwabacher halbfett (1915 D. Stempel AG)
- Ehmcke Fraktur halbfett (1917 D. Stempel AG)
- Ehmcke Mediaeval (1922 D. Stempel AG)
- Ehmcke Mediaeval kursiv (1923 D. Stempel AG)
- Ehmcke Mediaeval halbfett (1924 D. Stempel AG)
- Ehmcke Latein (1925 Ludwig & Mayer)
- Ehmcke-Latein halbfett (1925 Ludwig & Mayer)
- Ehmcke Brotschrift (1927 Rupprecht Presse)
- Ehmcke Elzevir (1927 L. Wagner)
- Ehmcke Elzevir kräftig (1930 L. Wagner)

Buchgestaltung: Agnes Miegel – Balladen und Lieder, Jena, 1910. 2. Auflage

### Veröffentlichungen
- Amtliche Graphik. Hugo Bruckmann, München 1918. (Flugschriften des Münchener Bundes H. 4.)
- Ehmcke-Kursiv (= Type und Ornament, Heft XXXIX), Schriftgiesserei Flinsch, Frankfurt 1910, 47 S.
- Ziele des Schriftunterrichts. Ein Beitrag zur modernen Schriftbewegung. Diederichs, Jena 1911, 2. erw. Aufl. 1929.
- Ehmcke-Mediaeval und Mediaeval-Kursiv. Berlin 1925.
- Schriftschöpfung oder Schriftklitterung? In: Aloys Ruppel (Hrsg.): Gutenberg Festschrift zur Feier des 25-jährigen Bestehens des Gutenbergmuseums in Mainz. Gutenberggesellschaft, Mainz 1925, S. 193–195.
- Die historische Entwicklung der abendlaendischen Schriftformen. Otto Maier, Ravensburg 1927.
- Persönliches und Sachliches. Gesammelte Aufsätze und Arbeiten aus 25 Jahren. Reckendorf, Berlin 1928.
- Kulturpolitik. Ein Bekenntnis und Programm zum Wiederaufbau deutscher Lebensform. Schauer, Frankfurt am Main 1947.
- Broschur und Schutzumschlag am deutschen Buch der neueren Zeit. Mainz 1951. (Kleiner Druck d. Gutenberg-Ges. 47.)
- Geordnetes und Gültiges. Gesammelte Aufsätze und Arbeiten aus den letzten 25 Jahren. Beck, München 1955.
- Die Rupprecht-Presse zu München (57 Drucke in 250 Exemplaren; eine Sammlung aller 57 Drucke der Presse, darunter die vollständige Reihe des Pressengründers F. H. Ehmcke im Originalzustand in den Buntpapier-Pappbänden … sowie in Meistereinbänden von Eva Aschoff, Otto Dorfner, Joh. Gerbers, Otto Pfaff, W. Schlemmer, Ignatz Wiemeler u. a. Mit e. Aufsatz von F. H. Ehmcke Meine Schrifttypen und e. Anhang mit Typentafeln der in der Rupprecht-Presse verwendeten Schriften). Antiquariat Bibermühle AG Heribert Tenschert, Ramsen/Schweiz; Antiquariat Heribert Tenschert, Rotthalmünster 2001.
- Der Sonderbund, Auszug aus F. H. Ehmckes Lebenserinnerungen I, 1909–1911, in: Neusser Jahrbuch für Kunst, Kulturgeschichte und Heimatkunde 1985, S. 5–25.
- Der Sonderbund, Auszug aus F. H. Ehmckes Lebenserinnerungen II, 1911–1912, in: Neusser Jahrbuch für Kunst, Kulturgeschichte und Heimatkunde 1986, S. 5–25.

### Bauten und Entwürfe

Entwurf für eine Reihenhausanlage in Neuss, 1912

- 1904–1906: Herrenhaus auf dem Gut Neumühle bei Alt-Ruppin
- 1910: Ausstellungsräume für Kunstgewerbe auf der Sonderbund-Ausstellung in Düsseldorf
- 1912: Wohnhaus-Gruppe Kaiser-Friedrich-Straße 22/24/26 in Neuss (unter Denkmalschutz)
- 1912: Einfamilienhaus in Neuss
- 1912: Wohnhaus für den Schriftsteller Herbert Eulenberg in Kaiserswerth, Burgallee 4
- um 1914: Entwurf für ein Verwaltungs- und Kantinengebäude der Lederfabrik Hesselberger in München-Biederstein
- 1922–1924: Landhaus Ehmcke in Widdersberg, Kirchplatz 1 (zusammen mit dem Münchner Architekten Sigismund Göschel; unter Denkmalschutz)
- 1928: Ausstellungsräume auf der Pressa in Köln[7]